# Fernando de Peñalver
Fernando de Peñalver è un comune del Venezuela situato nello stato dell'Anzoátegui.
Il capoluogo del comune è la città di Puerto Píritu.